# Ath (huyện)
The Huyện Ath (tiếng Pháp: Arrondissement d'Ath; tiếng Hà Lan: Arrondissement Aat) là một trong bảy huyện hành chính ở tỉnh Hainaut, Bỉ. Đây không phải là huyện hành chính. Hai trong các đô thị của nó, Brugelette và Chièvres thuộc huyện Mons tư pháp, còn các khu vực khác thuộc huyện Tournai tư pháp.

## Các đô thị
Huyện hành chính Ath bao gồm các đô thị sau:
- Ath
- Belœil
- Bernissart
- Brugelette
- Chièvres
- Ellezelles
- Flobecq
- Frasnes-lez-Anvaing